# Froggattisca testacea
Froggattisca testacea is een insect uit de familie van de mierenleeuwen (Myrmeleontidae), die tot de orde netvleugeligen (Neuroptera) behoort. 
Froggattisca testacea is voor het eerst wetenschappelijk beschreven door Esben-Petersen in 1923.